# Třeština

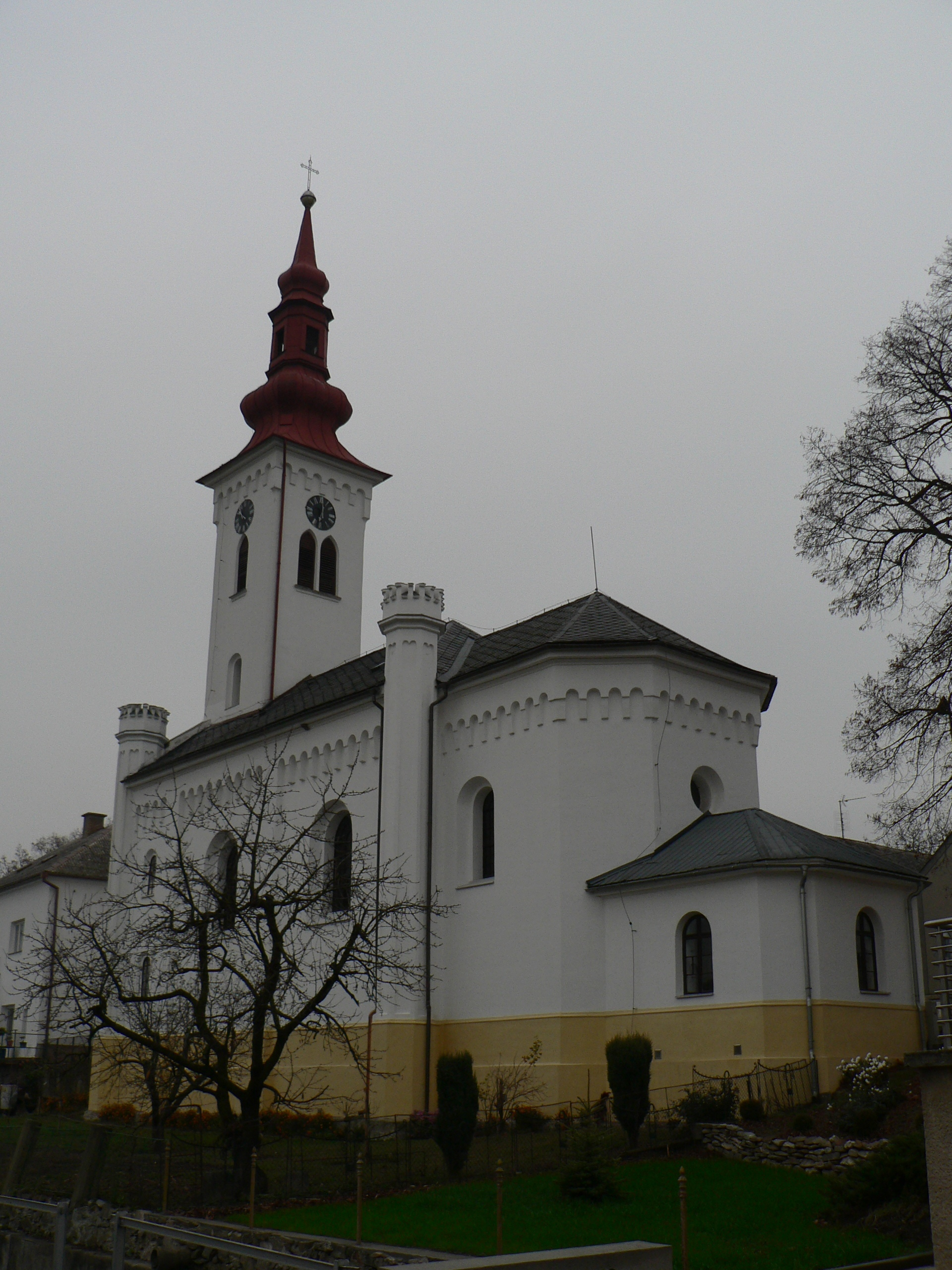
Kirche des hl. Antonius von Padua

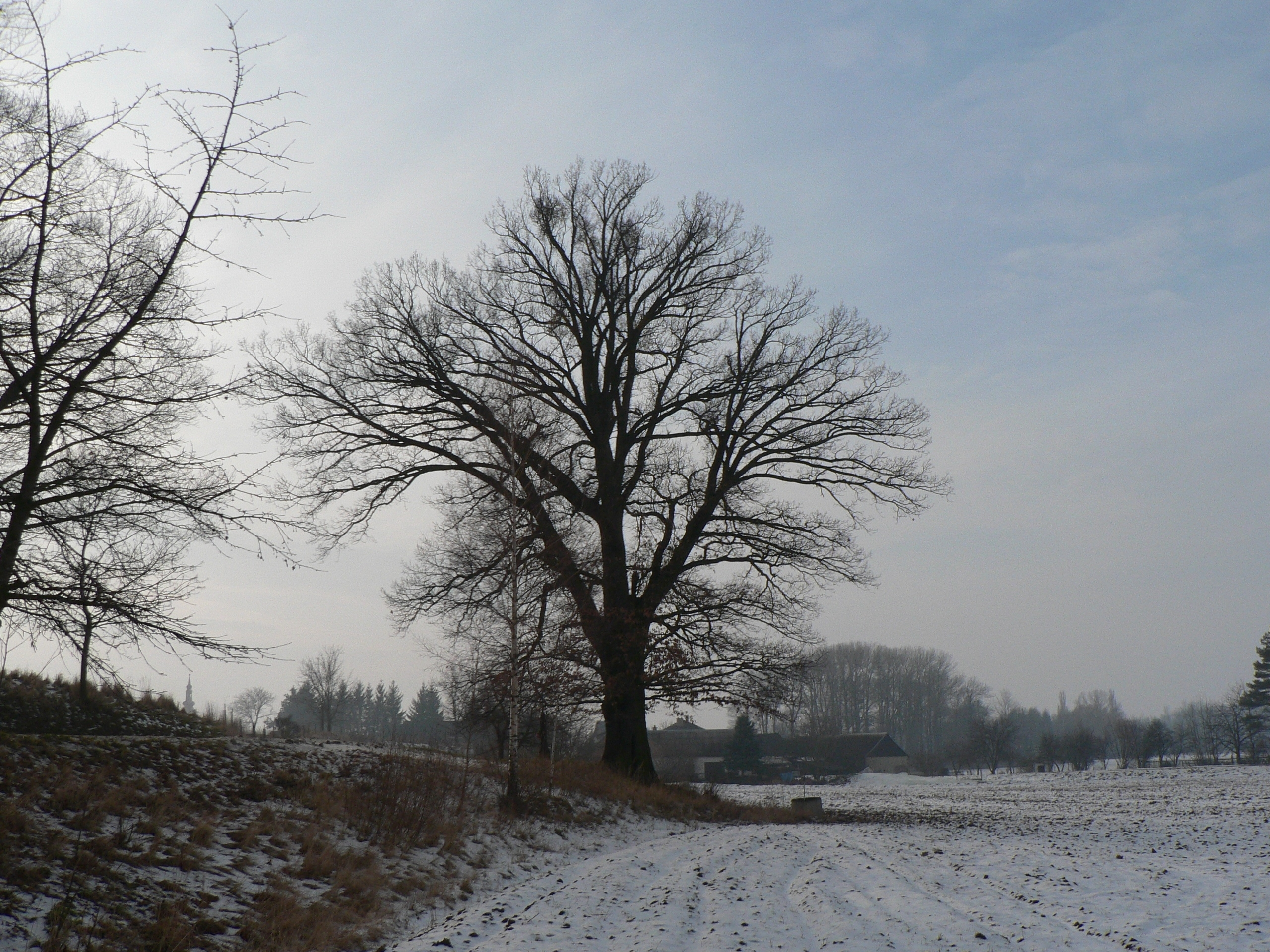
Eiche am Friedhof, Baumdenkmal

Třeština (deutsch Trittschein, auch Tritschein) ist eine Gemeinde in Tschechien. Sie liegt vier Kilometer nordöstlich von Mohelnice und gehört zum Okres Šumperk.

## Geographie
Třeština befindet sich linksseitig der March in der Mohelnická brázda (Müglitzer Furche). Südlich erstreckt sich das Landschaftsschutzgebiet CHKO Litovelské Pomoraví mit dem Naturschutzgebiet Moravičanské jezero. Östlich erhebt sich die Uhliská (293 m). Das Dorf liegt an einem kleinen Zufluss zum Lužní potok oberhalb der Einmündung der Rohelnice.
Nachbarorte sind Bohuslavice und Dubicko im Norden, Bezděkov u Úsova und Police im Nordosten, Úsov im Osten, Stavenice und Moravičany im Süden, Mohelnice im Südwesten, Libivá im Westen sowie Háj, Květín, Vlachov und Lukavice im Nordwesten.

## Geschichte
Archäologische Funde weisen eine Besiedlung der Gegend in der Jungsteinzeit und Bronzezeit nach. Die erste schriftliche Erwähnung des Dorfes erfolgte 1353 als Besitz des Bolko von Otaslavice. Bis zum 15. Jahrhundert wechselten sich verschiedene Adelsgeschlechter als Besitzer ab, danach erwarben die Tunkl von Brníčko die Güter. Třeština wurde in dieser Zeit an die Herrschaft Hohenstadt angeschlossen. Ab 1609 wurden für Grundbücher für Třeština geführt. 1589 erwarb Ladislav Velen von Zerotein die Herrschaft. Er verlor seinen Besitz nach der Schlacht am Weißen Berg im Jahre 1622 an Karl von Liechtenstein. 1754 vernichtete ein Großfeuer Teile des Dorfes, 1774 brach erneut ein Großbrand aus.
Im Siebenjährigen Krieg fielen 1758 die Preußen in Trittschein ein und plünderten das Dorf. 1820 begann der Unterricht in der Dorfschule. 1834 lebten in den 45 Häusern des Dorfes 319 Menschen. Třeština war tschechisch besiedelt und seine Bewohner lebten von der Landwirtschaft.
Nach der Aufhebung der Patrimonialherrschaften bildete Třeština / Trittschein ab 1850 eine Gemeinde im Bezirk Hohenstadt. In den 1890er Jahren begann der Besitzer der Heumühle, Hubert Plhák, mit Versuchen zur Stromerzeugung mit zwei Dynamos. Nachdem die Mühle 1898 niederbrannte, baute Plhák sie wieder auf. Für weitere elektrische Versuche fehlte ihm aber das Geld. Plhák konnte schließlich die Molkereigenossenschaft für die Finanzierung eines Wasserkraftwerkes gewinnen. 1901 wurde in der Heumühle das erste landwirtschaftliche Elektrizitätswerk der k.u.k. Monarchie in Betrieb genommen. 1922 wurde das Kraftwerk Háj nach Plänen von Ellen Plhákova, einer Schülerin von Jan Kotěra im modernen Stile umgestaltet. 1930 hatte der Ort 475 Einwohner. 
Nach dem Münchner Abkommen wurde Tritschein 1938 dem Deutschen Reich zugeschlagen und gehörte bis 1945 zum Landkreis Hohenstadt. 1939 hatte das Dorf 496 Einwohner. 
1961 wurde Třeština dem Okres Šumperk zugeordnet. Zwischen 1980 und 1990 war das Dorf nach Mohelnice eingemeindet.

## Ortsgliederung
Für die Gemeinde Třeština sind keine Ortsteile ausgewiesen. Zu Třeština gehört die Einschicht Háj (Heumühle).

## Sehenswürdigkeiten
- Kirche des hl. Antonius von Padua, der neogotische Bau wurde 1865–1866 anstelle einer Kapelle errichtet
- Wasserkraftwerk Háj, erbaut 1898–1899 (Nationales Kulturdenkmal)
- Naturschutzgebiet Moravičanské jezero, zwei große Baggerseen in der Flussaue der March, südlich des Ortes
- Denkmal der Opfer des Ersten Weltkrieges, am Dorfanger, geschaffen 1922 von Vojtěch Sucharda

## Söhne und Töchter der Gemeinde
- František Poštulka (1859–1942), Schriftsteller